# Laventie
Laventie (ndl.: Wentie) ist eine französische Stadt mit 5007 Einwohnern (Stand 1. Januar 2022) im Département Pas-de-Calais in der Region Hauts-de-France. Sie gehört zum Arrondissement Béthune und zum Kanton Beuvry.

## Lage
Die Stadt Laventie liegt an der Grenze zum Département Nord, 13 Kilometer nordöstlich von Béthune und rund 23 Kilometer westlich von Lille. Nachbargemeinden von Laventie sind Sailly-sur-la-Lys im Norden, Fleurbaix im Nordosten, Fromelles im Osten, Aubers im Südosten, Neuve-Chapelle im Süden, Richebourg im Südwesten, La Gorgue im Westen sowie Estaires im Nordwesten.

## Geschichte
Laventie war früher Hauptstadt der Region L'Alloeu.
Am 28. Dezember 1941 ereignete sich ein schwerer Eisenbahnunfall zwischen Laventie und La Gorgue, als hier zwei Züge zusammenstießen. 56 Menschen starben, 40 wurden darüber hinaus verletzt.

### Bevölkerungsentwicklung
| Jahr                       | 1962 | 1968 | 1975 | 1982 | 1990 | 1999 | 2006 | 2012 | 2022 |
| -------------------------- | ---- | ---- | ---- | ---- | ---- | ---- | ---- | ---- | ---- |
| Einwohner                  | 1592 | 1739 | 2452 | 2871 | 2772 | 2675 | 2832 | 2799 | 2769 |
| Quellen: Cassini und INSEE |      |      |      |      |      |      |      |      |      |

## Sehenswürdigkeiten
- Kirche Saint-Vaast
- fünf britische Soldatenfriedhöfe
- deutsche Kriegsgräberstätte
- Bunkerreste
- Wasserturm

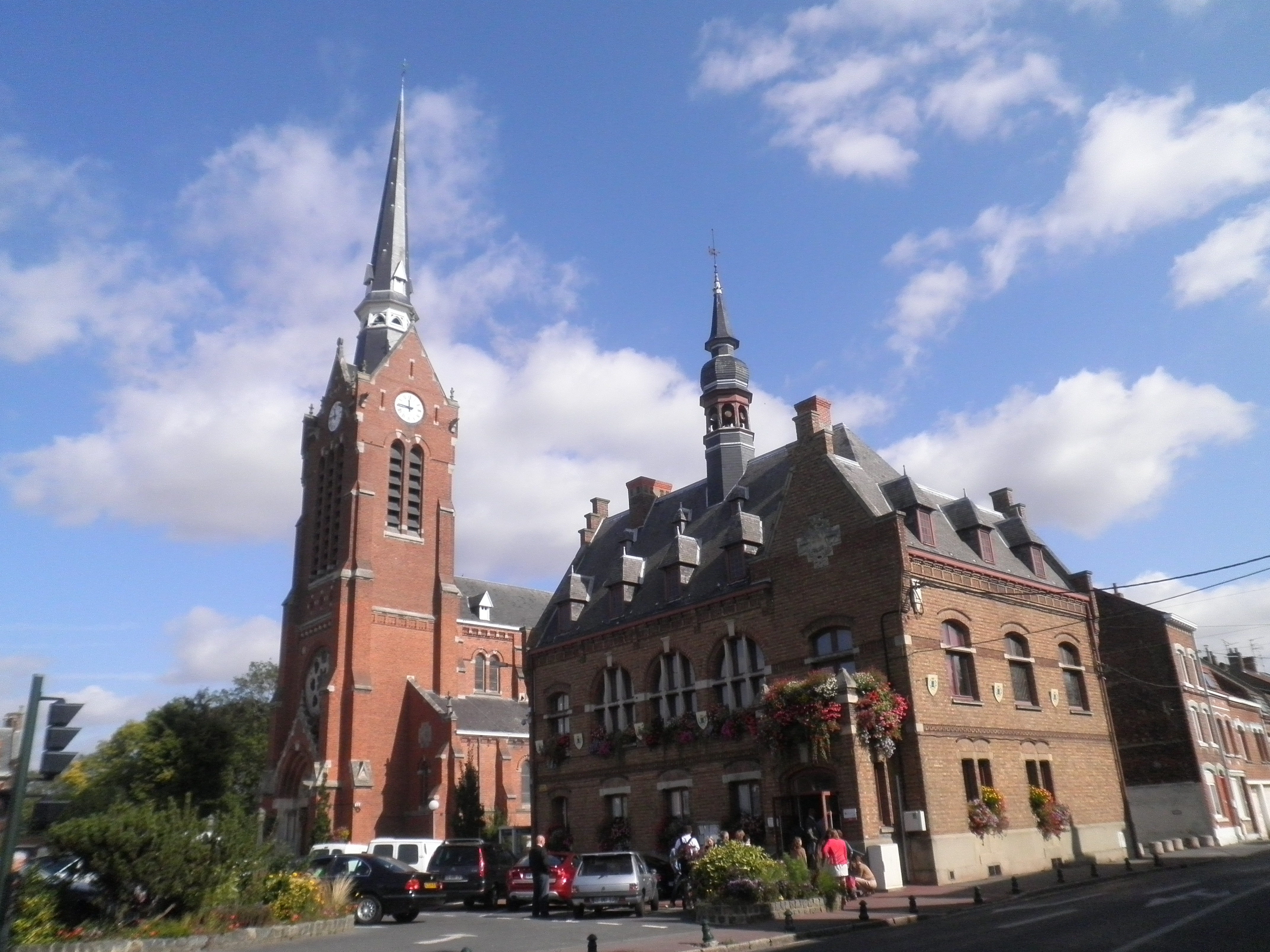
Kirche Saint-Vaast und Rathaus (Hôtel de ville)
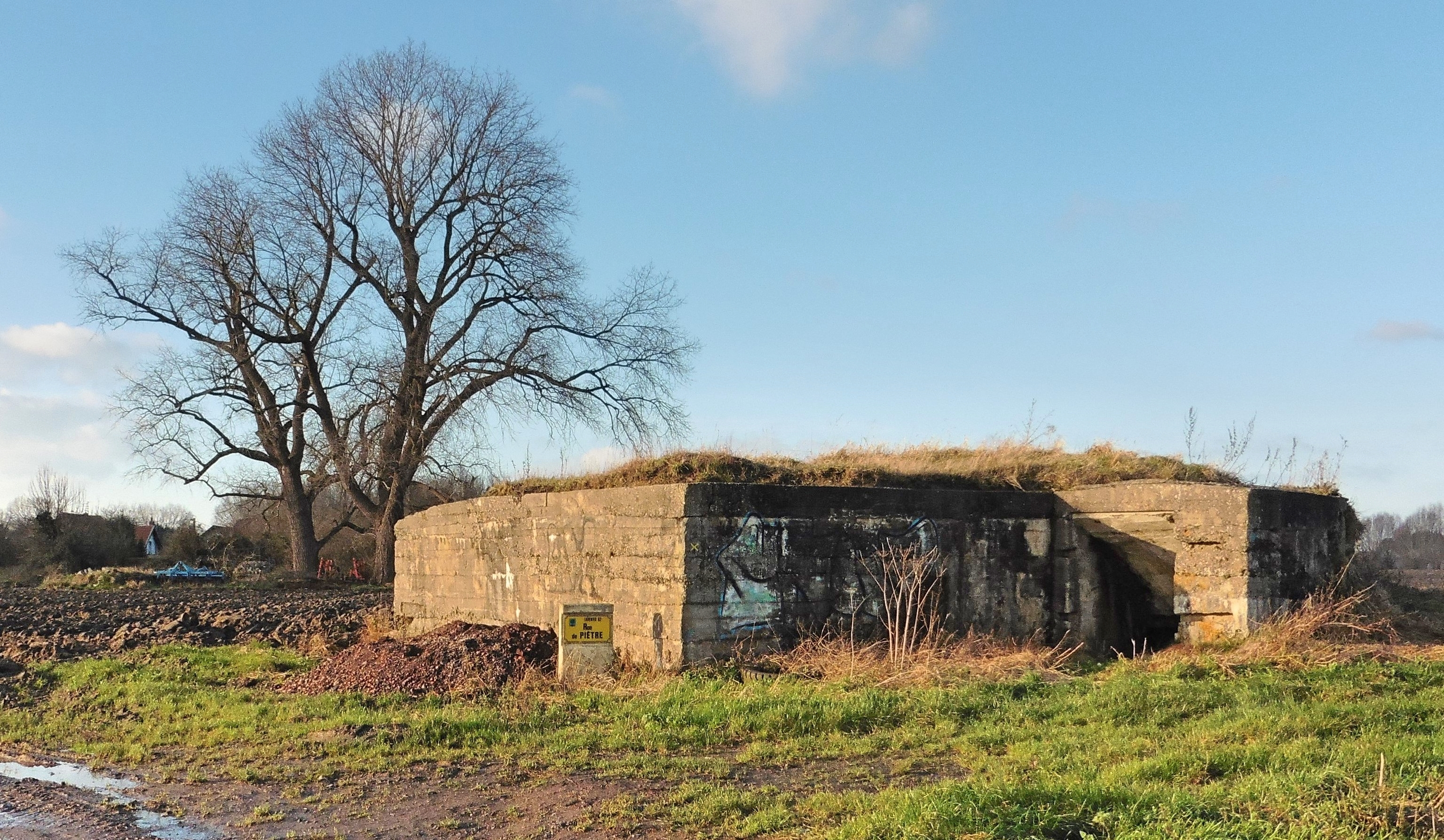
Bunkerrest
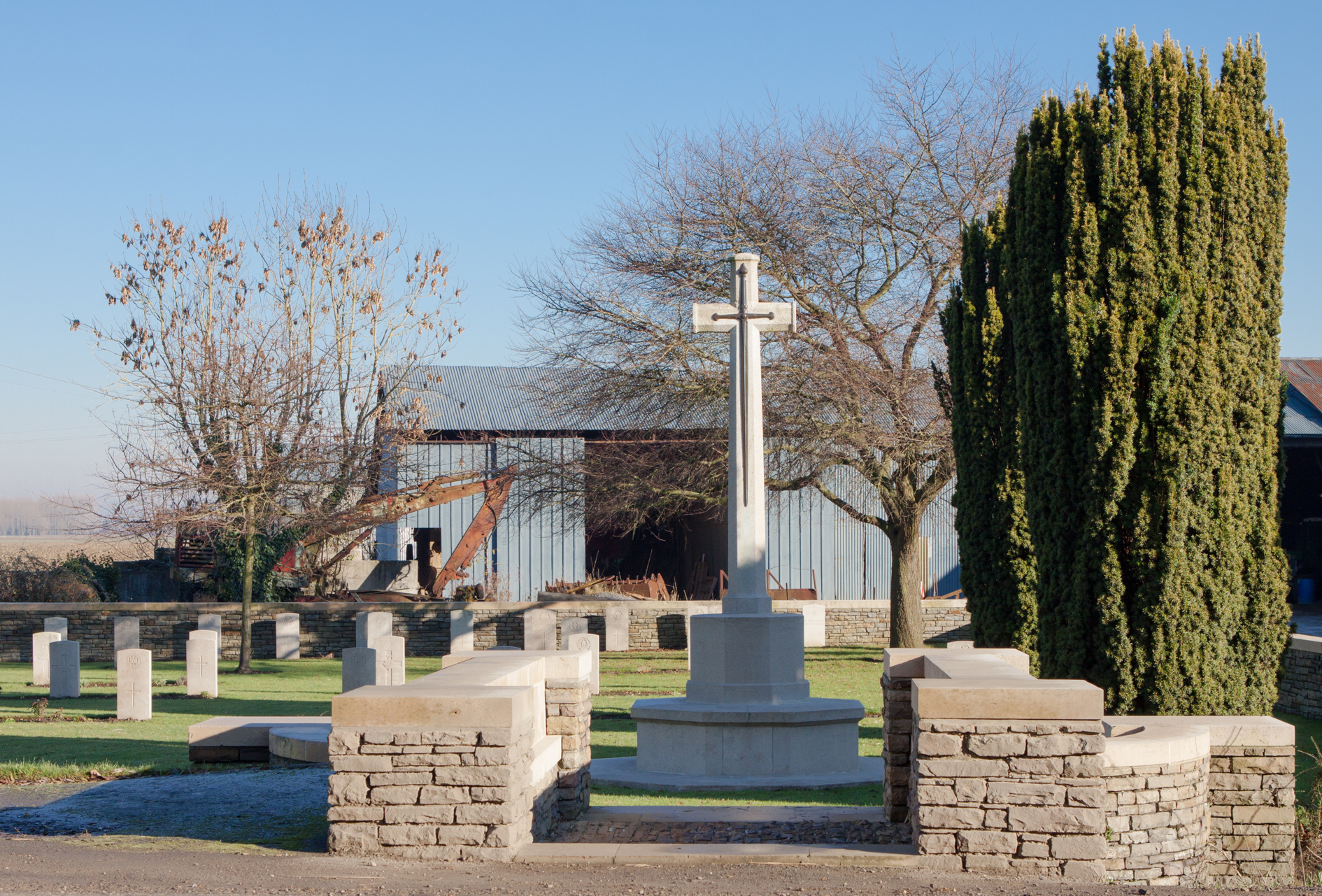
Easton Post Cemetery
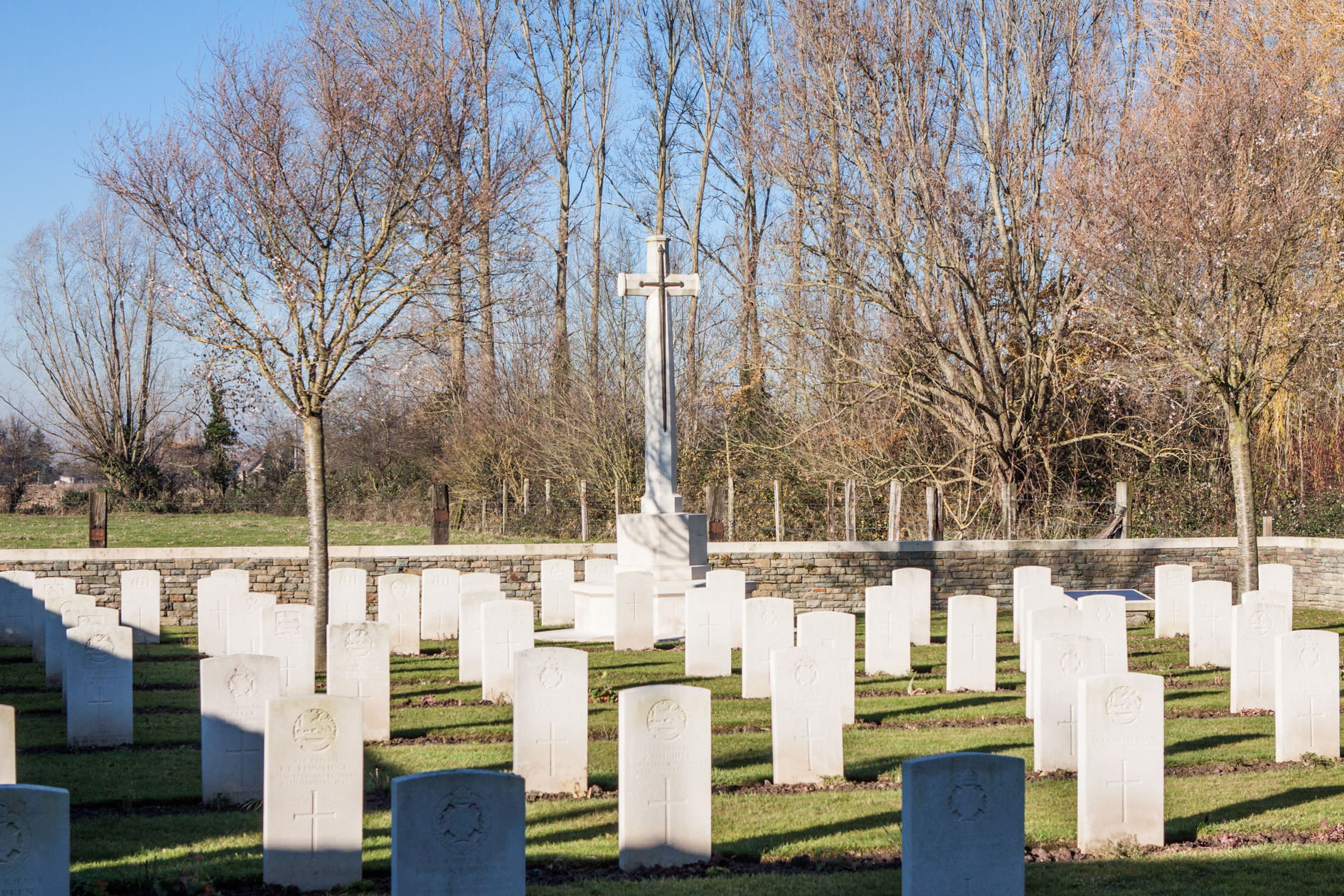
Fauquissart Military Cemetery
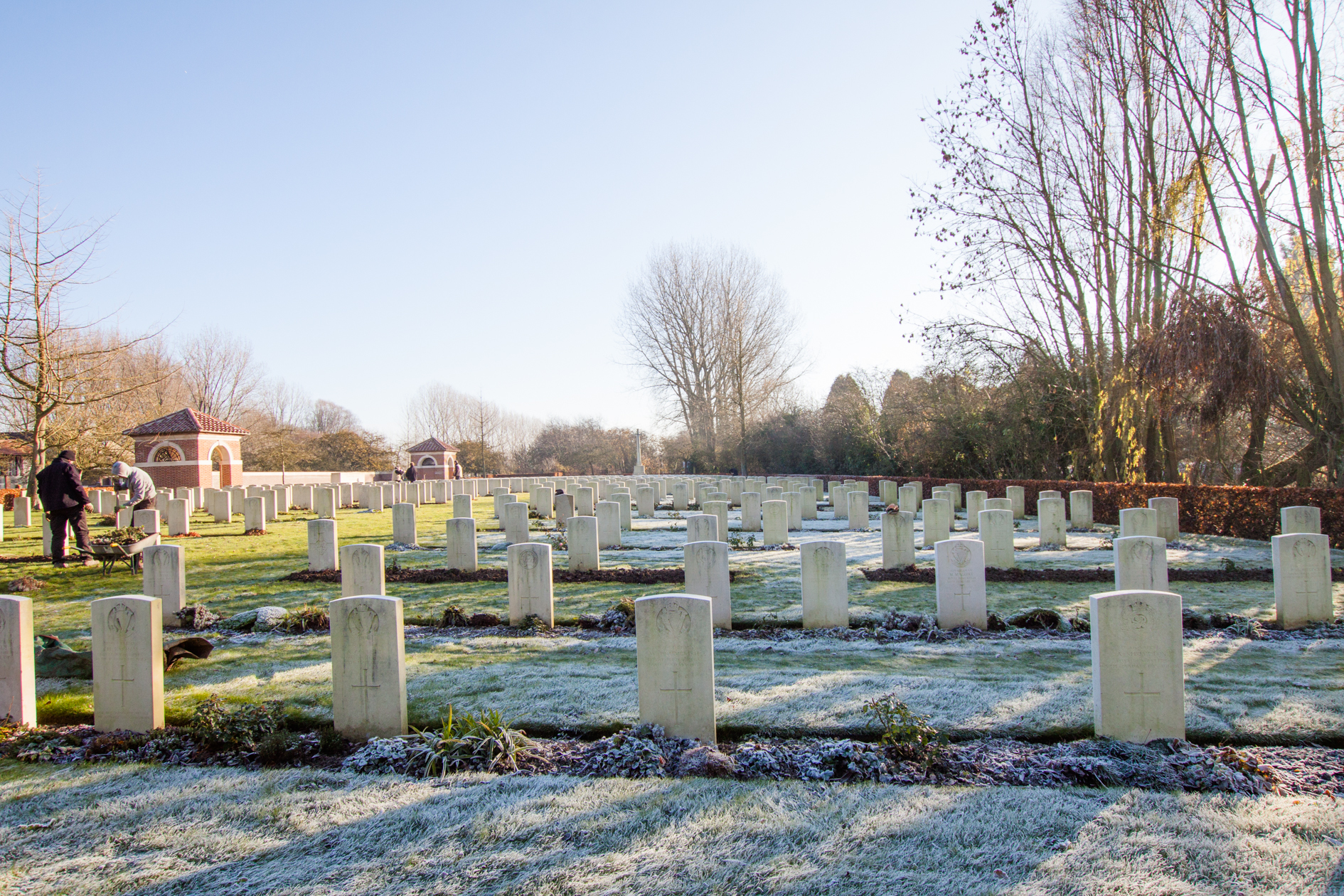
Royal Irish Rifles Cemetery
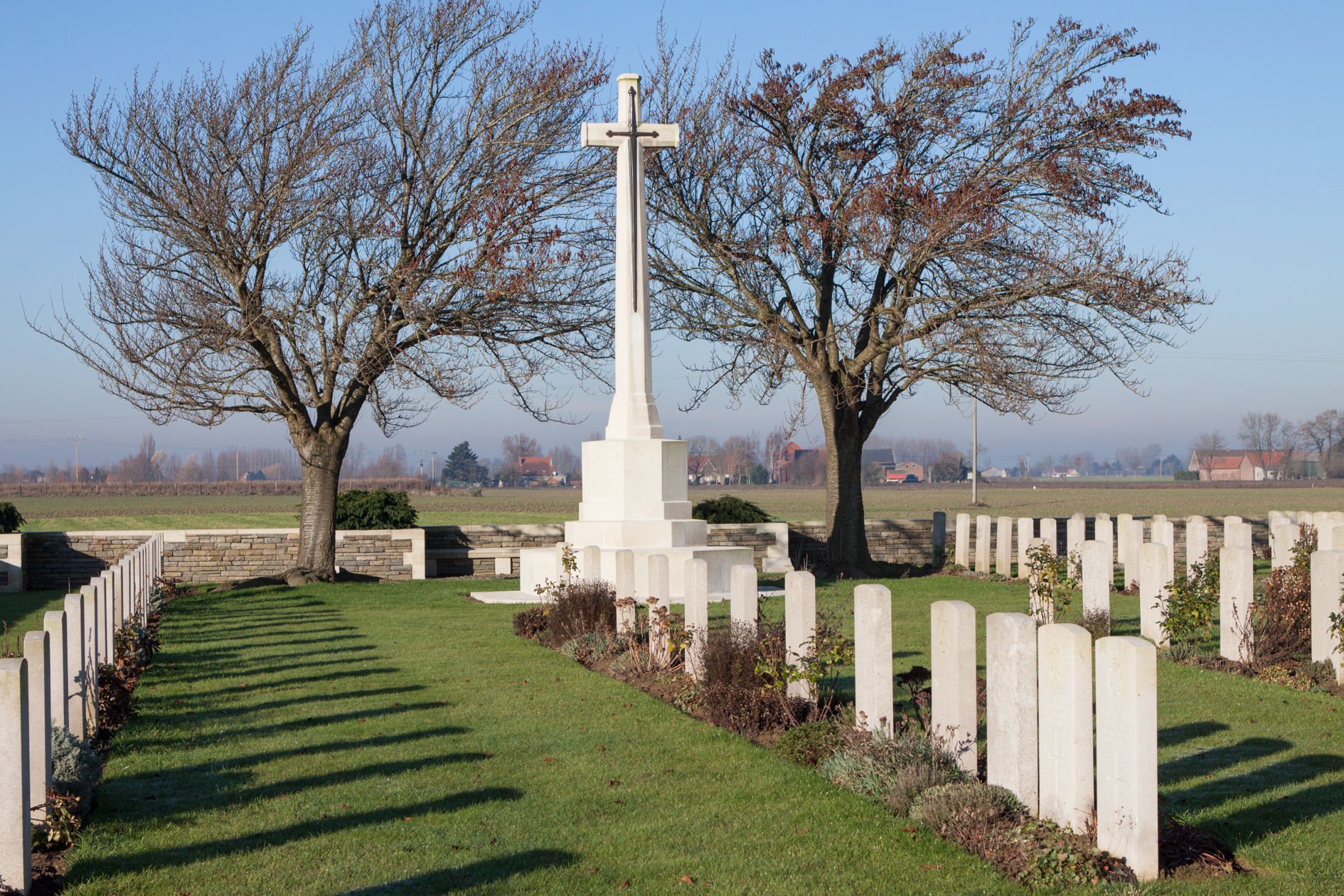
Rue-du-Bacquerot (13th London) Graveyard
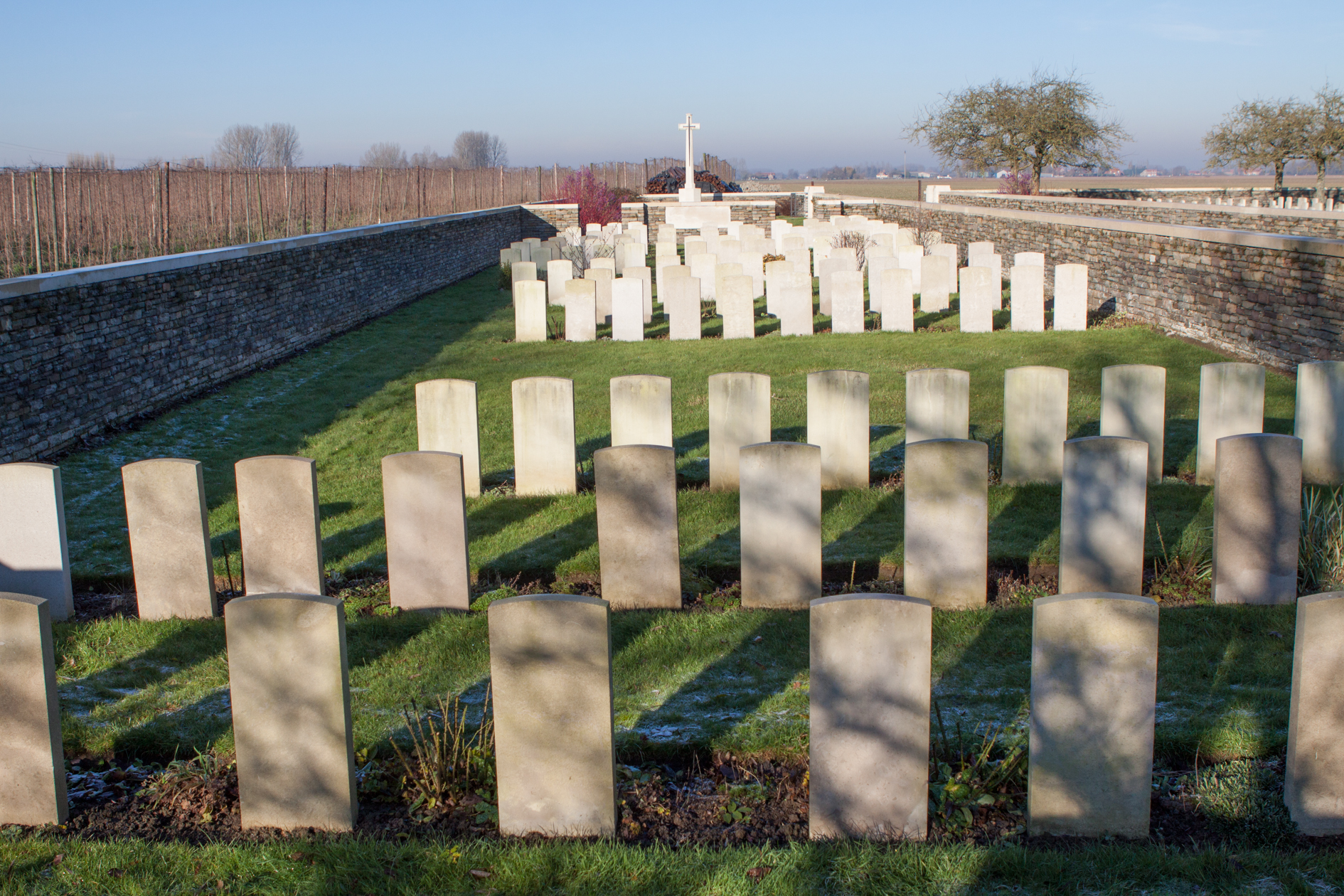
Rue-du-Bacquerot Nr. 1 Military Cemetery
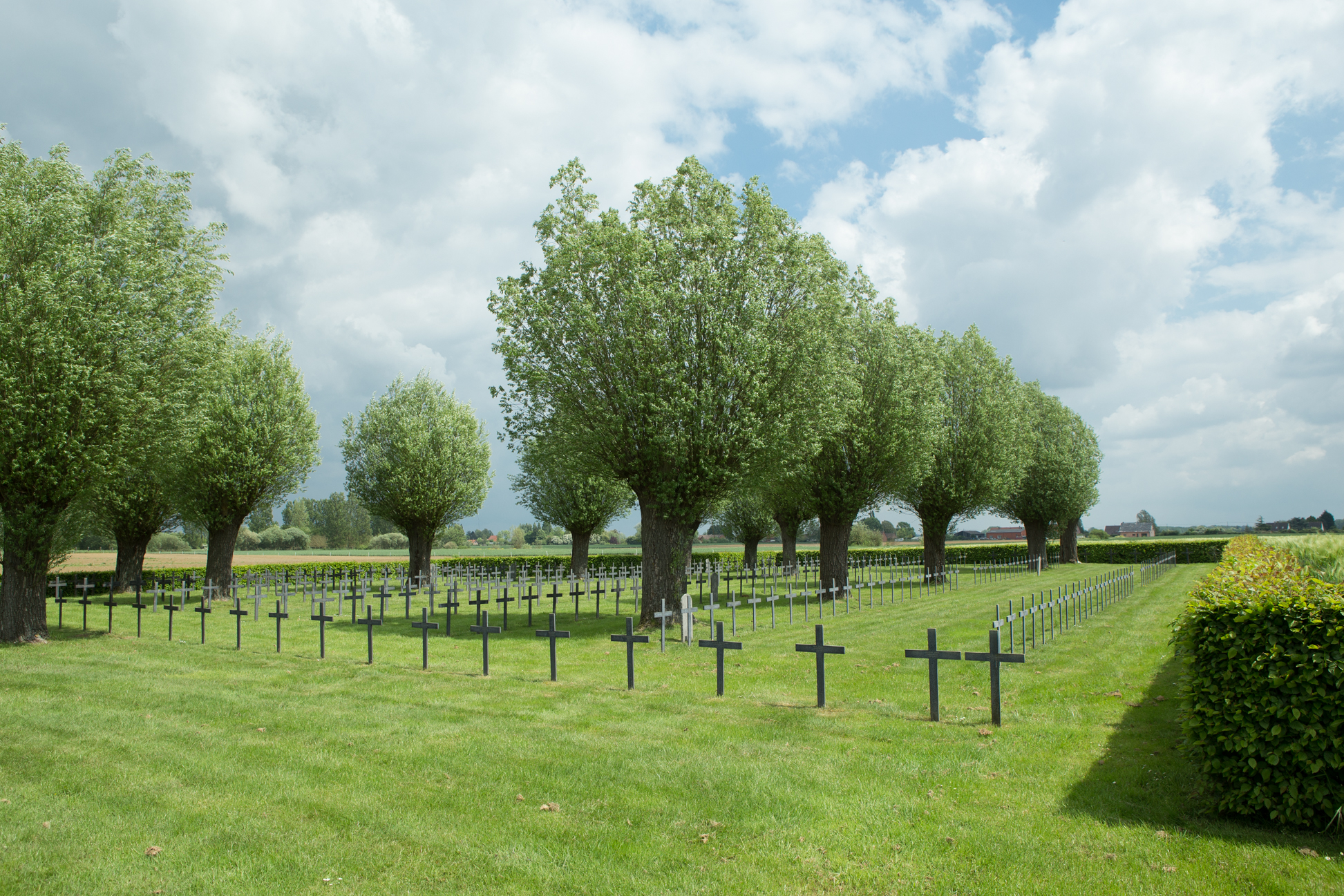
Deutsche Kriegsgräberstätte

## Partnerschaft
Von 1967 bis 1974 bestand eine Partnerschaft mit der ehemaligen Gemeinde Sümmern. Durch die Eingemeindung Sümmerns in die Stadt Iserlohn ging die Städtepartnerschaft 1975 auf Iserlohn über.

## Belege
1. ↑   Peter W. B. Semmens: Katastrophen auf Schienen. Eine weltweite Dokumentation. Transpress, Stuttgart 1996, ISBN 3-344-71030-3, S. 106.